# Рошија (Арад)
Рошија (рум. Roșia) насеље је у Румунији у округу Арад у општини Диечи. Oпштина се налази на надморској висини од 198 m.

## Становништво
Према подацима из 2002. године у насељу је живело 82 становника, од којих су сви румунске националности.